# Meditación Maum
Maum es una palabra coreana que significa mente, es un método de 7 pasos guiados para liberarse de las limitaciones impuestas por el pasado y lograr o "llegar a ser" la Verdad.
Actualmente, hay más de 320 centros de meditación en todo el mundo. Más de 300.000 personas han limpiado la mente y el cuerpo utilizando el método simple y preciso para llegar a ser verdad. 1 
Maum Meditación define la "Mente Humana" como una acumulación de imágenes guardadas dentro de su cuerpo y la mente. Estas fotos son una acumulación de experiencias pasadas que se toman con los ojos, los oídos, la nariz, la boca y el cuerpo. Las imágenes nos moldean en un propio patrón de pensamientos, cómo reaccionamos y el comportamiento habitual que no es quien realmente somos. Estas imágenes almacenadas en la mente es la acumulación de las emociones, los pensamientos y apegos a personas, lugares y cosas. Estas crean el Mundo individual de imágenes.
Proporciona un método para desechar esas imágenes, la "Mente Humana". Overview. Maum Meditation" Retrieved October 25, 2012

## Fundador
Woo Myung nació en un pequeño pueblo llamado Eui-sung, que se encuentra en la provincia Kyungbook en Corea del Sur. Las numerosas dificultades que experimentó en su vida infundió en él un anhelo de paz, el cual, a través de la introspección, abrió su mente hacia la búsqueda de la Verdad. Mientras manejaba una editorial educativa, se centró gran parte de su energía en la meditación, y, finalmente, logró la iluminación. En enero de 1996, mientras meditaba en las montañas de Gaya en Corea del Sur, se convirtió en Verdad. Ese mismo año, fundó Meditación Maum, y ha estado trabajando desde entonces para educar a las personas sobre el Maum - mente, el corazón, el espíritu - y la verdad.
Por sus esfuerzos, fuentes no confirmadas, dicen que fue galardonado con el Premio de la Paz de Mahatma Gandhi por la Asociación de las Naciones Unidas y la ONG Internacional de Educadores para la Paz Mundial en septiembre de 2002. Woo Myung también ha sido designado como Embajador Mundial de la Paz por la misma organización.
Es autor de numerosos libros, incluyendo El mundo más allá del mundo, El método para hacerse una persona del cielo estando vivo" y "No viva en este mundo. Vaya al mundo de la felicidad eterna y vivamos allí, que han sido publicados en Inglés y este último está en español, francés y chino. Sus otros libros, En donde uno se hace la Verdad es el sitio verdadero, La fórmula que ha dado el Cielo de la Salvación del Mundo, El mundo Eternamente vivo, Sabiduría, Mente, Principios de la Naturaleza y El Mundo Iluminado están en proceso de ser traducido al inglés, español, chino, francés, alemán, italiano, japonés, portugués y sueco.
| Año  | Evento |
| ---- | --- |
| 2012 | Más de 320 centros de Meditación operando en todo el mundo. Se abren centros de Meditación en: Colombia, Guatemala, Hungría, Japón, Madagascar, México, Kazajistán, Kenya, Suecia |
| 2005 | Se abren centros de Meditación en: Argentina, Brasil, Chile, Inglaterra, Francia, Hong Kong, Indonesia, Nueva Zelanda, Filipinas |
| 2004 | Primer Campamento de Estudiantes Universitarios. El Centro Principal se amplía para incluir el Centro de Meditación Maum de la Completud |
| 2002 | Primer Curso de Meditación para Profesores Cham Publishing Co. se establece y comienza a publicar la revista mensual. Woo Myung fue galardonado con el Premio de la Paz de Mahatma Gandhi por la Asociación de las Naciones Unidas y las ONG Internacional de Educadores para la Paz Mundial (IAEWP) Se abren centros de Meditación en: Hawái, Illinois, Massachusetts, Nueva Jersey, Pennsylvania, Texas, Washington |
| 2001 | Primer Campamento de Jóvenes Se abre el Centro Principal de Meditación en Nonsan. Se abren centros de Meditación en: Nueva York, Washington D. C., Canadá, Australia, Japón |
| 2000 | Maum Meditación recibe la acreditación como institución educativa Inauguran los centros de Meditación en: Los Ángeles, CA; Orange County, CA, y Atlanta, GA, EE. UU. |
| 1999 | Registrado como Centro de Innovación Movimiento Mente, sin fines de lucro (MIMC, NPO) |
| 1997 | Meditation Center, Inc., registrada como una organización sin fines de lucro |
| 1996 | Se funda Meditación por Woo Myung Comienza el primer grupo que practica esta Meditación en Corea del Sur |

## Principios
Éstos son algunos de los principios de esta meditación , como se describe en El método para hacerse una persona del cielo estando vivo", un libro escrito por el Maestro Woo Myung, el fundador de Meditación Maum.
"El Universo es la verdad que es la existencia inmutable y eterna. Todo viene del Universo y es el origen de cada una de las creaciones del universo. Sin embargo, los seres humanos son egoístas, ellos no son uno con esta existencia.
La gente toma fotos de todo - incluyendo la escuela primaria, escuela secundaria, escuela secundaria, universidad, y todo en la sociedad- mientras está viendo con los ojos, oyendo con los oídos, oliendo con la nariz, probando con la boca, y sintiendo con el cuerpo. Es más, almacenan estas imágenes en sus mentes.
Ellos viven por medio de estas imágenes que ha almacenado en su mente, y por lo tanto, viven en el mundo falso, el mundo ilusorio.
Por ejemplo, la existencia de Manhattan es real tal como es, pero una fotografía de Manhattan no es el verdadero Manhattan.
Viviendo dentro de sus mundos mentales que ellos han creado, es falso. Este mundo mental es un mundo ilusorio que no existe.
La gente vive en su mundo mental como protagonista de su propia película. No hay vida en esa película. Los protagonistas viven en esa película, la cual está dentro de uno mismo no tiene vida y sólo vive de acuerdo al guion.
El propósito de Meditación Maum es enseñar a la gente cómo eliminar sus imágenes, que son falsas, y permitir a las personas a ser mundo - la Verdad perfecta. Permite a las personas a vivir como la Verdad sin preocupaciones, pero con libertad ".

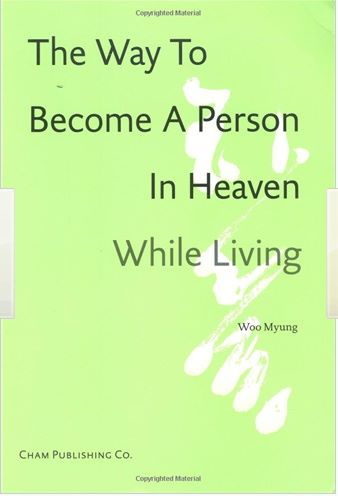
The way to become a person in heaven while living

A continuación se muestra un extracto de su último libro, "No viva en este mundo. Vaya al mundo de la felicidad eterna y vivamos allí."
"Al viajar por el mundo, puedo ver que las personas del mundo tienen diferentes idiomas y diferentes costumbres en cada región, pero veo que comer y vivir es lo mismo para todos. Como el hombre no sabe a dónde debe ir, no sabe para qué vive, por qué vive y por qué debe morir, ya que esto es indescifrable, aparentemente las personas viven sin pensar en ello.
En reuniones en donde los líderes espirituales del mundo se hacen presentes, o en reuniones de líderes religiosos, de las Naciones Unidas, de líderes políticos e incluso a personas del mundo, cuando les doy un discurso, un seminario o diálogo con ellos, les explicó que la razón de que existen un sinfín de sectas religiosas y diferencias entre ideologías políticas es que los pensamientos y regímenes del hombre han sido producto de la mente humana incompleta. Les explicó que cuando el hombre se complete, superará a todas las religiones y superará a todas las ideologías, políticas, ciencias y filosofías presentes. Cuando el hombre se haga la Verdad, que es la completud humana, es cuando el mundo podrá unificarse.
Les digo que cuando la mente humana sea cambiada por la mente del universo que es la Verdad y Dios, y sea creado nuevamente en este universo, uno se hará dios inmortal sin muerte y podrá completarse. Cuando les digo esto todos asienten.
Hasta ahora, ha sido la era en la cual únicamente se agregaba falsedades dentro de la mente humana; pero ahora ha llegado la era en la cual uno desecha todo lo que ha guardado dentro de uno mismo y se hace la mente del universo, renace y vive eternamente.
Meditación Maum posee el método para la completud humana, y con él, las personas del mundo podrán completarse y todos podrán ser uno ya que podrán renacer como la Verdad, que es la mente verdadera, y vivir luego de desechar la mente falsa.
Cuando las personas me preguntan si esto realmente se realiza, les contestó que ya se ha realizado y que ya muchas personas se han completado. Ya que las personas se desprenden de sus cargas pesadas y dejan de poseer estrés, todos se hacen saludables. Es ahora la era en la cual todos se hacen santos.
La era incompleta era una era en la que se sumaba dentro de la mente, pero gracias a esta alternativa, cuando se reste la mente, uno se hará el universo que es la mente original, la Verdad. Al escuchar esto, todos asienten. Cuando les doy un discurso o converso con las personas, les explicó que si uno renace en este universo, aquí será el Cielo eterno y que podrán vivir eternamente en el mundo completo sin muerte. Hay muchas personas que al escucharme, empiezan el estudio que permite desechar la mente.
Si uno mira habiéndose desprendido de su ilusoria mente individual, desde la mente del universo, sabrá todos los principios del mundo. También, uno debe renacer con el cuerpo y mente del universo eterno y vivir eternamente sin muerte.
En esta era, la civilización material ha llegado a su desarrollo máximo; pero en el nuevo mundo del futuro, la conciencia de la Verdad se expandirá por el mundo y aquí en esta tierra se realizará el Cielo estando vivo.
Hasta ahora ha sido una era en la que sólo hemos escuchado palabras de la Verdad. Pero ahora es la era en la que cualquiera puede hacerse santo. Lo que el hombre debe lograr, es hacerse la Verdad misma y hacerse dios inmortal. No hay nada más importante que su vida y esto es lo más importante del mundo".

## Método
TIene 7 niveles de sustracción.
- 1.er Nivel: Eliminar pensamientos grabados.
- 2.º Nivel: Eliminar la imagen de uno, la de los lazos personales y a uno mismo.
- 3.er Nivel: Eliminar el cuerpo de uno.
- 4.º Nivel: Eliminar el cuerpo de uno y el universo.
- 5.º Nivel: Eliminar el cuerpo de uno y el universo.
- 6.º Nivel: Uno desaparece y se hace el universo.
- 7.º Nivel: Eliminar el mundo de fotos que es un mundo falso y a uno mismo que vive dentro de ese mundo.

## Variedad de programas
- Curso de Formación para Profesores

El curso de Formación de Profesores cuenta con un grupo de profesores que han terminado esta Meditación .
El curso en sí mismo está diseñado para que coincida con las necesidades únicas de los maestros. Ahora es uno de los reputable cursos de formación docente en Corea del Sur. En el campo de la educación y los círculos académicos se está aplicando Meditación de Maum en diversas formas dentro del plan de estudios y fuera del aula.Maum Meditation Teachers Training Course. Retrieved October 25, 2012 (enlace roto disponible en Internet Archive; véase el historial, la primera versión y la última). Maum Meditación Education Association, afiliada con el movimiento de las luces del Espíritu Association (Centro de Innovación Mind Movimiento), y la Asociación de Maestros de meditación juntos gestionan el Curso de Formación de Profesores de Meditación como parte de la capacitación para maestros de escuelas de tiempo completo.
El Curso de Formación de Profesores se realiza cada verano y vacaciones de invierno. Más de 2.000 profesores han tomado el curso desde julio del 2002 hasta enero del 2008. El Curso de Formación de Profesores está destinado a los profesores que enseñan preescolar, primaria, media-alta, y la escuela. El curso de Meditación Maum en el Nivel 1 tiene una duración de 7 noches y 8 días.Maum Meditation Teachers Training Course. Retrieved October 25, 2012 (enlace roto disponible en Internet Archive; véase el historial, la primera versión y la última).

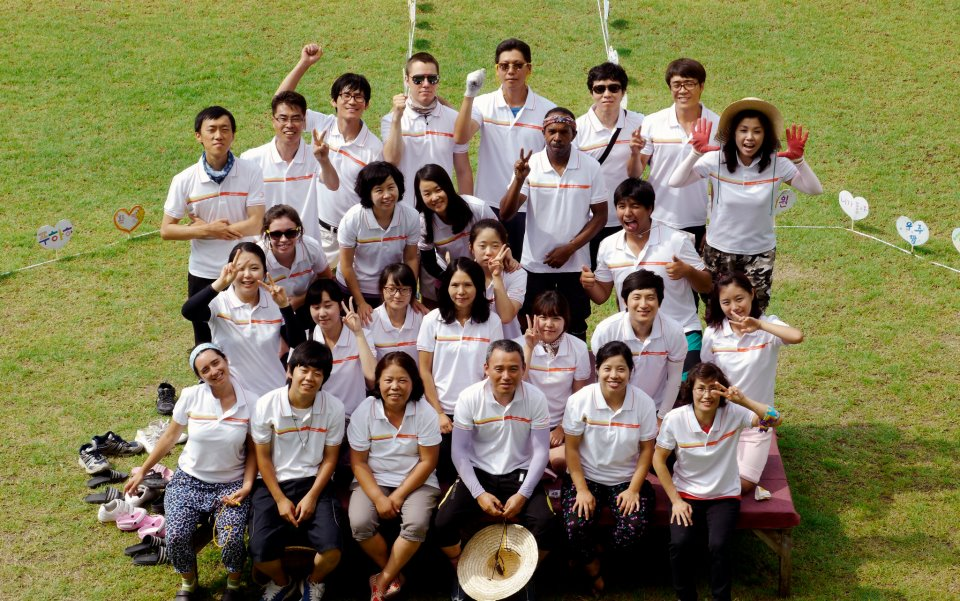
Voluntarios para el Campamento de Verano Maum Meditación Juventud 2012

- Campamento para Estudiantes Universitarios

El programa para los estudiantes universitarios de Maum Meditación en el curso de 1.er Nivel tiene una duración de 7 noches y 8 días. Cualquier estudiante universitario o estudiantes graduados escolares pueden asistir al campamento de Estudiantes Universitarios.
- Campamento de la Juventud

La meditación del Campamento de la Juventud de Meditación es una educación de carácter genuino. Este programa se lleva a cabo en el verano y las vacaciones de invierno para los jóvenes. Más de 15.000 niños han asistido al campamento juvenil de Meditación .
- Programa curricular en la Universidad

Meditación fue adoptada como parte del currículo educativo en la Universidad de Kangwon, Universidad de Dongshin, Maum Meditation University Students Camp. Retrieved October 25, 2012 (enlace roto disponible en Internet Archive; véase el historial, la primera versión y la última). Universidad Sungshin Womans. Además, en KAIST, una conferencia especial que se está realizando y un Programa de Liderazgo que se está desarrollando.Naver News. Retrieved Octorber 25, 2012
- Disertaciones Académicas

- Los efectos de Meditación sobre la ansiedad en los niños

Miran Park, 2006. Maestría en Artes en Educación,
Graduate School of Education, Busan Universidad Nacional de Educación.
- Los efectos de Meditación a través de la auto-reflexión y el impacto en el medio ambiente circundante

Dokyun Kim, 2004. Maestría en Artes en Educación,
Universidad Nacional de Seúl Escuela de Postgrado
- Los efectos de Meditación en los que sufren de alcoholismo

Sooran Lee, 2006. Maestría Tesis de Grado,
Kyungnam Universidad Nacional de Educación, Facultad de Educación.

## Centros de Meditación

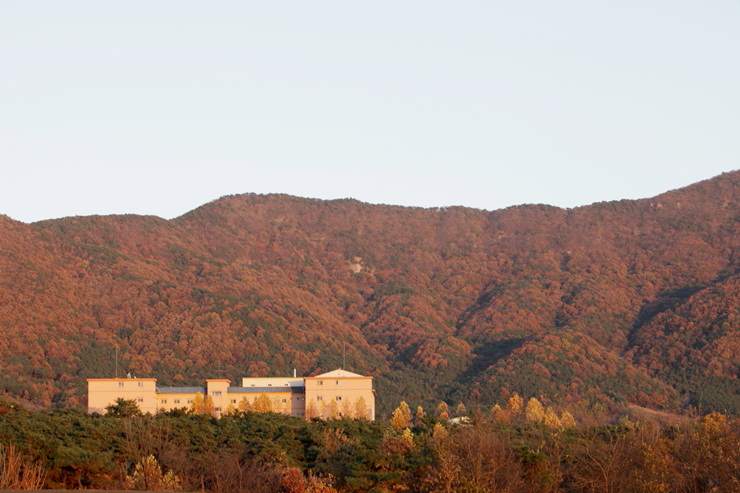
Centro Principal de Meditación Maum en Corea del Sur

- Centro Principal

El centro principal se encuentra en Nonsan, Corea del Sur, en la montaña Gyeryong.Main Center. Maum Meditation Retrieved October 25, 2012
- Centros Locales

En la actualidad hay 331 centros de Meditación que operan en todo el mundo.Around The World. Maum Meditation Retrieved October 25, 2012

## Libros
- Wisdom (1996)
- El flujo natural (1998)
- Mente (1998)
- El Mundo Iluminado (1998)
- El Mundo Más allá del Mundo (2003)
- El Mundo Eternamente Vivo (2004)
- El Método del Cielo para la Salvación del Mundo (2005)
- El Método para Hacerse una Persona del Cielo Estando Vivo (2006)
- En Donde Uno se Hace la Verdad es el Sitio Verdadero (2008)
- No Viva en este Mundo. Vaya al Mundo de la Felicidad Eterna y Vivamos Allí (2010)